# Indian Wells Open 2012
L'Indian Wells Open 2012, noto come BNP Paribas Open per motivi di sponsorizzazione, è stato un torneo di tennis giocato su campi in cemento. È stata la 39ª edizione dell'Indian Wells Open, faceva parte della categoria ATP World Tour Masters 1000 nell'ambito dell'ATP World Tour 2012, e della categoria Premier Mandatory nell'ambito del WTA Tour 2012. Sia il torneo maschile che quello femminile si sono giocati all'Indian Wells Tennis Garden di Indian Wells, negli Stati Uniti, dal 5 al 18 marzo 2012.

## Partecipanti ATP

### Teste di serie
| Giocatore             | Nazionalità | Ranking* | Testa di serie |
| --------------------- | ----------- | -------- | -------------- |
| Novak Đoković         | Serbia      | 1        | 1              |
| Rafael Nadal          | Spagna      | 2        | 2              |
| Roger Federer         | Svizzera    | 3        | 3              |
| Andy Murray           | Regno Unito | 4        | 4              |
| David Ferrer          | Spagna      | 5        | 5              |
| Jo-Wilfried Tsonga    | Francia     | 6        | 6              |
| Tomáš Berdych         | Rep. Ceca   | 7        | 7              |
| Mardy Fish            | Stati Uniti | 8        | 8              |
| Juan Martín del Potro | Argentina   | 9        | 9              |
| Janko Tipsarević      | Serbia      | 10       | 10             |
| John Isner            | Stati Uniti | 11       | 11             |
| Nicolás Almagro       | Spagna      | 12       | 12             |
| Gilles Simon          | Francia     | 13       | 13             |
| Gaël Monfils          | Francia     | 14       | 14             |
| Feliciano López       | Spagna      | 15       | 15             |
| Richard Gasquet       | Francia     | 16       | 16             |
| Kei Nishikori         | Giappone    | 17       | 17             |
| Florian Mayer         | Germania    | 18       | 18             |
| Fernando Verdasco     | Spagna      | 19       | 19             |
| Jürgen Melzer         | Austria     | 20       | 20             |
| Aleksandr Dolhopolov  | Ucraina     | 21       | 21             |
| Juan Mónaco           | Argentina   | 22       | 22             |
| Stan Wawrinka         | Svizzera    | 23       | 23             |
| Marin Čilić           | Croazia     | 24       | 24             |
| Viktor Troicki        | Serbia      | 25       | 25             |
| Marcel Granollers     | Spagna      | 26       | 26             |
| Milos Raonic          | Canada      | 27       | 27             |
| Radek Štěpánek        | Rep. Ceca   | 28       | 28             |
| Kevin Anderson        | Sudafrica   | 30       | 29             |
| Andy Roddick          | Stati Uniti | 31       | 30             |
| Juan Ignacio Chela    | Argentina   | 32       | 31             |
| Julien Benneteau      | Francia     | 33       | 32             |

* Ranking al 5 marzo 2012.

### Altri partecipanti
I seguenti giocatori hanno ricevuto una wild-card per il tabellone principale:
- Jesse Levine
- Sam Querrey
- Jack Sock
- Denis Kudla
- Robby Ginepri

I seguenti giocatori sono entrati nel tabellone principale passando dalle qualificazioni:

- Ruben Bemelmans
- Amer Delić
- Matthew Ebden
- Paolo Lorenzi
- Serhij Bubka
- Tim Smyczek
- Rhyne Williams
- Andrej Golubev
- Vasek Pospisil
- Bobby Reynolds
- Rik De Voest
- Marinko Matosevic

## Partecipanti WTA

### Teste di serie
| Giocatrice               | Nazionalità | Ranking | Testa di serie* |
| ------------------------ | ----------- | ------- | --------------- |
| Viktoryja Azaranka       | Bielorussia | 1       | 1               |
| Marija Šarapova          | Russia      | 2       | 2               |
| Petra Kvitová            | Rep. Ceca   | 3       | 3               |
| Caroline Wozniacki       | Danimarca   | 4       | 4               |
| Agnieszka Radwańska      | Polonia     | 5       | 5               |
| Samantha Stosur          | Australia   | 6       | 6               |
| Marion Bartoli           | Francia     | 7       | 7               |
| Li Na                    | Cina        | 8       | 8               |
| Vera Zvonarëva           | Russia      | 9       | 9               |
| Francesca Schiavone      | Italia      | 12      | 10              |
| Sabine Lisicki           | Germania    | 13      | 11              |
| Jelena Janković          | Serbia      | 14      | 12              |
| Anastasija Pavljučenkova | Russia      | 15      | 13              |
| Julia Görges             | Germania    | 16      | 14              |
| Ana Ivanović             | Serbia      | 17      | 15              |
| Dominika Cibulková       | Slovacchia  | 18      | 16              |
| Peng Shuai               | Cina        | 19      | 17              |
| Angelique Kerber         | Germania    | 20      | 18              |
| Daniela Hantuchová       | Slovacchia  | 21      | 19              |
| Marija Kirilenko         | Russia      | 22      | 20              |
| Roberta Vinci            | Italia      | 23      | 21              |
| Yanina Wickmayer         | Belgio      | 24      | 22              |
| Lucie Šafářová           | Rep. Ceca   | 25      | 23              |
| Anabel Medina Garrigues  | Spagna      | 26      | 24              |
| Svetlana Kuznecova       | Russia      | 27      | 25              |
| Monica Niculescu         | Romania     | 28      | 26              |
| Flavia Pennetta          | Italia      | 29      | 27              |
| Petra Cetkovská          | Rep. Ceca   | 30      | 28              |
| Kaia Kanepi              | Estonia     | 31      | 29              |
| Nadia Petrova            | Russia      | 32      | 30              |
| Zheng Jie                | Cina        | 33      | 31              |
| Christina McHale         | Stati Uniti | 34      | 32              |

* Ranking al 27 febbraio 2012.

### Altre partecipanti
Le seguenti giocatrici hanno ricevuto una wild-card per il tabellone principale:
- Sania Mirza
- Urszula Radwańska
- Jamie Hampton
- Jill Craybas
- Lauren Davis
- Irina Falconi
- Sloane Stephens
- Coco Vandeweghe

Le seguenti giocatrici sono entrate nel tabellone principale passando dalle qualificazioni:

- Gréta Arn
- Jessica Pegula
- Michaëlla Krajicek
- Casey Dellacqua
- Ol'ga Govorcova
- Aleksandra Wozniak
- Eléni Daniilídou
- Zhang Shuai
- Varvara Lepchenko
- Aleksandra Panova
- Kristina Barrois
- Lesja Curenko

## Punti e montepremi
Il montepremi complessivo è di 9.093.728 $.
| Torneo              | Torneo              | V         | F       | SF      | QF      | 4T     | 3T     | 2T     | 1T    | Q  | Q3    | Q2    | Q1    |
| Singolare maschile  | Punti               | 1000      | 600     | 360     | 180     | 90     | 45     | 25     | 10    | 16 | 0     | 8     | 0     |
| Singolare maschile  | Premi in denaro ($) | 1.000.000 | 500.000 | 200.000 | 100.000 | 43.520 | 23.291 | 12.725 | 7.709 | –  | 0     | 2.296 | 1.175 |
| Doppio maschile     | Punti               | 1000      | 600     | 360     | 180     | 90     | 0      | –      | –     | –  | –     | –     | –     |
| Doppio maschile     | Premi in denaro ($) | 241.000   | 121.000 | 55.000  | 27.041  | 7.632  | 0      | –      | –     | –  | –     | –     | –     |
| Singolare femminile | Punti               | 1000      | 700     | 450     | 250     | 140    | 80     | 50     | 5     | 30 | 20    | 1     | –     |
| Singolare femminile | Premi in denaro ($) | 1.000.000 | 500.000 | 200.000 | 100.000 | 43.520 | 23.291 | 12.725 | 7.709 | 0  | 2.296 | 1.175 | –     |
| Doppio femminile    | Punti               | 1000      | 700     | 450     | 250     | 140    | 5      | –      | –     | –  | –     | –     | –     |
| Doppio femminile    | Premi in denaro ($) | 241.000   | 121.000 | 55.000  | 27.041  | 7.632  | 0      | –      | –     | –  | –     | –     | –     |

## Campioni

### Singolare maschile
Roger Federer ha battuto in finale  John Isner per 7–6(7), 6-3
- Per Federer è il terzo titolo dell'anno, il 73° in carriera.

### Singolare femminile
Viktoryja Azaranka ha sconfitto in finale  Marija Šarapova per 6-2, 6-3.
- È il dodicesimo titolo in carriera per l'Azaranka ed il quarto di fila nel 2012 in cui è ancora imbattuta.[2]

### Doppio maschile
Marc López /  Rafael Nadal hanno battuto in finale  John Isner /  Sam Querrey per 6-2, 7–6(3).
- È il secondo titolo a Indian Wells per la coppia spagnola.

### Doppio femminile
Liezel Huber /  Lisa Raymond hanno battuto in finale  Sania Mirza /  Elena Vesnina per 6-2, 6-3
- È il quinto titolo dell'anno per la coppia americana.